# Казаков, Анатолий Владимирович
Анатолий Владимирович Казаков — советский хозяйственный, государственный и политический деятель.

## Биография
Родился в 1946 году в Ростовской области. Член КПСС с 1969 года.
С 1965 года — на хозяйственной, общественной и политической работе. В 1965—2006 гг. — ученик фрезеровщика, фрезеровщик Ворошиловоградского машиностроительного завода имени А. Я. Пархоменко Министерства тяжелого и транспортного машиностроения СССР, фрезеровщик в Выборге.
Указами Президиума Верховного Совета СССР от 21 апреля 1975 года и от 31 марта 1981 года награждён орденами Трудовой Славы 3-й и 2-й степеней.
Указом Президиума Верховного Совета СССР от 10 июня 1986 года награждён орденом Трудовой Славы 1-й степени.
Избирался депутатом Верховного Совета Украинской ССР 11-го созыва. Делегат XXVII съезда КПСС.
С 1996 года живёт в Выборге.